# Pont dels Pedrissos
El Pont dels Pedrissos és un pont de la carretera de Paüls de Flamisell sobre el barranc de les Espones. Pertany al terme municipal de la Torre de Cabdella, dins de l'antic terme de Mont-ros.